# 見
見 (regarder, voir, montrer) est un kanji composé de 7 traits. Il fait partie des kyōiku kanji de 1re année.
Il se lit ケン (ken) en lecture on et み.る (mi.ru) en lecture kun.
Son caractère Unicode est 898B.